# Südstadt (Karlsruhe)
Die Südstadt von Karlsruhe ist ein Stadtteil, der zwischen der östlichen Innenstadt und dem Hauptbahnhof liegt.

## Geschichte
Nachdem am 1. April 1843 der erste Bahnhof der Stadt Karlsruhe eingeweiht worden war, bildete sich auf dem Gebiet der ehemaligen „Augärten“ eine Siedlung der Bahnarbeiter. Am 13. März 1857 wurde von der Stadt ein Bebauungsplan vorgelegt, der eine Süderweiterung der Stadt vorsah. In diesem Zusammenhang wurden 1858 die ersten Arbeiterwohnungen errichtet und 1860 dann schließlich die erste Straße im sogenannten „Bahnhofsviertel“ gebaut. Von 1849 bis 1997 befand sich in der Südstadt ein Ausbesserungswerk der Badischen Staatsbahn (nach 1920 Deutsche Reichsbahn, ab 1950 Deutsche Bundesbahn).
Der Grundstein der ersten Kirche der Südstadt für die evangelische Johanniskirche wurde am 28. April 1887 gelegt. Sie wurde von Ludwig Diemer entworfen und zwei Jahre später am 1. April 1889 eingeweiht. 1891 wurde der erste Gottesdienst in der neu gebauten katholischen Liebfrauenkirche abgehalten, die am 16. Oktober 1892 geweiht wurde. Im Zweiten Weltkrieg wurde die Johanniskirche zerstört und bis 1950 wiederaufgebaut.
Von Beginn hatte das Bahnhofsviertel mit zahlreichen Problemen zu kämpfen. Durch die Gleise des Bahnhofs war die Südstadt vom Rest der Stadt abgeschnitten, da es nur drei Bahnübergänge gab, die wegen des steigenden Verkehrs immer häufiger geschlossen waren. Die Planungen einer Untertunnelung wurden wegen zu hoher Kosten verworfen und eine Überbrückung errichtet, doch wegen der hohen Steigung konnten Pferdefuhrwerke die Brücke nicht überqueren. Da der Verkehr weiter stieg und eine starke Erweiterung der Gleise nötig wurde, verlegte man schließlich den Bahnhof 1913 nach Süden. Auf der ehemaligen Trasse befinden sich heute das Badische Staatstheater und das Verwaltungsgebäude der ehemaligen Oberpostdirektion Karlsruhe. Neben den Verkehrsproblemen waren die Wohnbedingungen der Bevölkerung in den Mietskasernen schlecht: 1897 war pro Person eine Wohnfläche von nur 16 Quadratmeter vorhanden, in der restlichen Stadt 30 Quadratmeter.

## Straßenbild

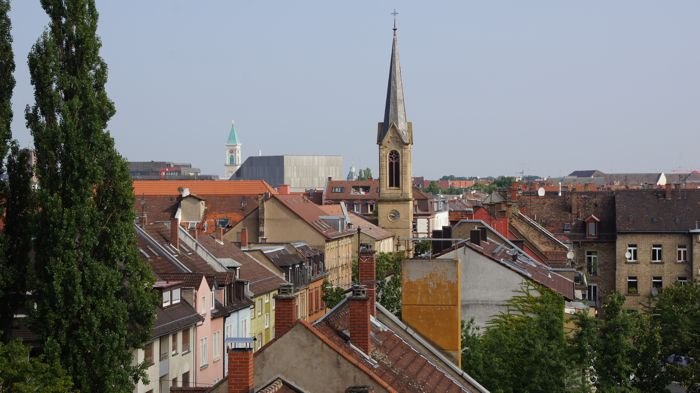
Blick über die Südstadt in Richtung Norden. In der Mitte der Turm der Johanniskirche, links davon der Bühnenturm des Badischen Staatstheaters und der Turm der Stadtkirche am Marktplatz.

Der mittlere Teil der Südstadt ist durch enge Straßen mit gründerzeitlichen Mietshäusern, multikulturelle Bevölkerung und internationale Küche geprägt. Mittelpunkt ist der Werderplatz, benannt nach August von Werder.
Im Westen berührt sie den Stadtgarten und Zoo. Entlang der Ettlinger Straße stehen eine Reihe Geschäftshäuser, darunter ein Hotel und das denkmalgeschützte Mona-Versand-Hochhaus von 1960. In der Marienstraße befindet sich das Kino Schauburg. Früher beherbergte das Gebäude das bekannte Apollo Theater, bis es im 20. Jahrhundert in ein Kino umgewandelt wurde. Die Schauburg ist ein über die Stadtgrenzen hinaus anerkanntes Programmkino, das regelmäßig für die Qualität der Programmauswahl ausgezeichnet wird.
Im Osten waren noch bis 1997 der Güterbahnhof und das Ausbesserungswerk Karlsruhe. Seit 2004 entsteht hier das Neubaugebiet City Park.

## City Park

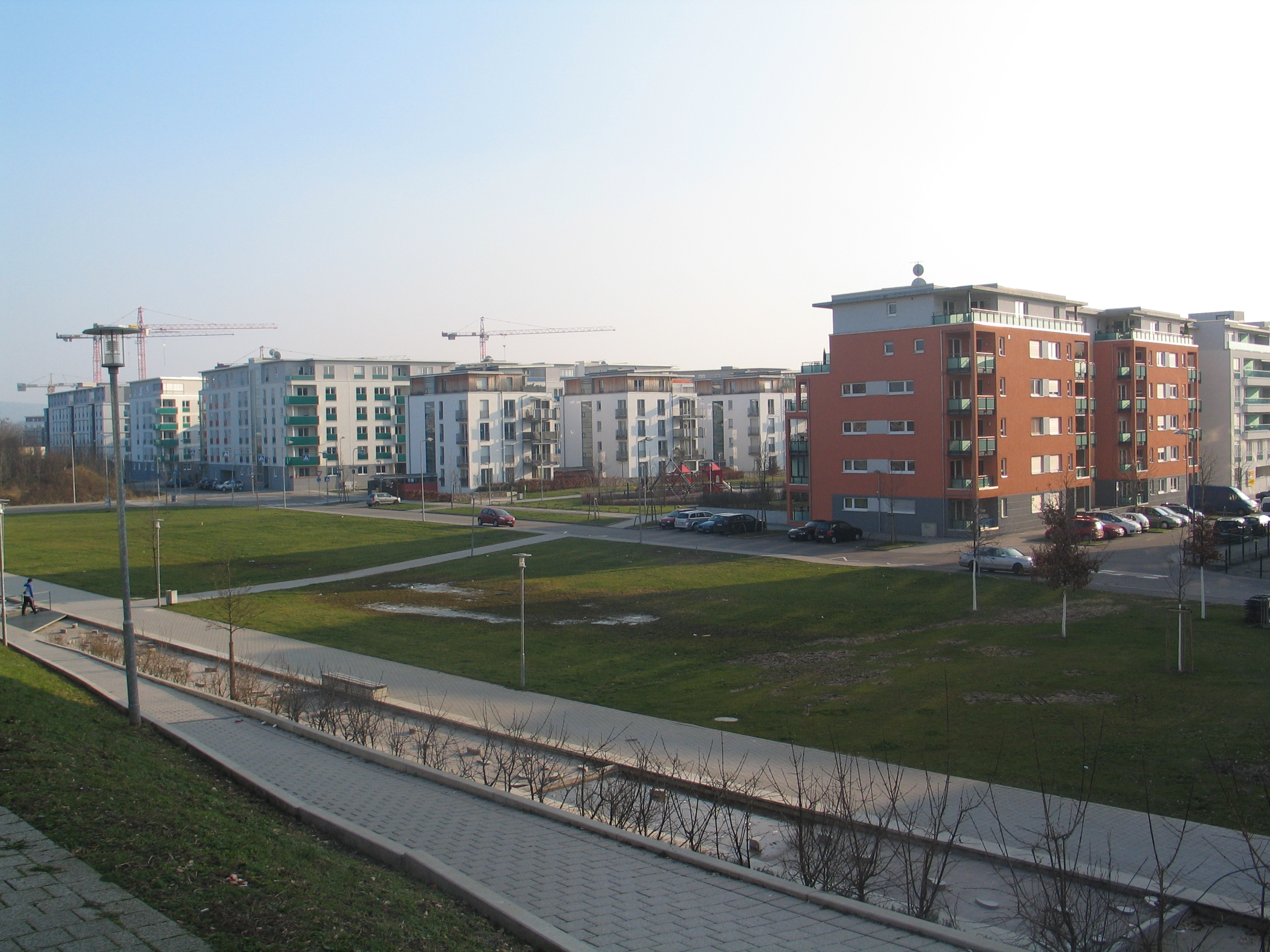
Neubaugebiet City Park

Nach der Schließung des Ausbesserungswerkes wurden 335.200 Quadratmeter Bauland frei. Auf diesem Gebiet werden in einem neu angelegten Stadtviertel bis 2015 etwa 3.000 Wohnungen gebaut. Daneben wird ein neuer Stadtpark angelegt sowie der bereits bestehende Ostauepark erweitert, der 1877 erbaute Wasserturm sowie die Kantine des Ausbesserungswerkes, die heute von der Bürger-Gesellschaft Südstadt e. V. für Veranstaltungen genutzt wird, bleiben erhalten. Mit der Fertigstellung des Projekts 2015 wird das Gebiet Straßenbahnanbindung, einen Kindergarten und eine Grundschule erhalten. Das Stadtviertel soll Platz für etwa 6.000 Personen bieten.

## Indianer

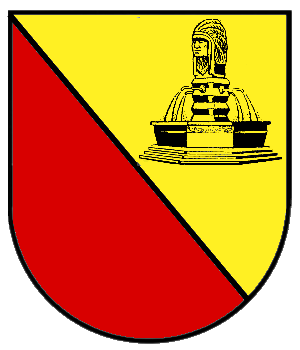
Wappen mit Indianerbrunnen

Der Spitzname der Südstadt-Bewohner ist „Indianer“. Die Entstehung dieser Verbindung ist ungeklärt, ein Gastspiel von Buffalo Bill 1889 wird vermutet. Eine andere Theorie geht davon aus, dass die Bahnarbeiter wegen ihrer rußverschmierten Gesichter als „Indianer“ bezeichnet wurden.
Wahrzeichen der Südstadt ist der nach Plänen des Stadtbaudirektors Friedrich Beichel 1924–1927 von August Meyerhuber in Anspielung auf diese Bezeichnung errichtete Indianerbrunnen am Werderplatz. Der Brunnen ist auch auf dem Wappen der Südstadt abgebildet. Daneben wurde 1925 von Otto Feist und Fritz Schoch in der Baumeisterstraße ein kleiner Indianerbrunnen errichtet.
2004 wurde mit Spendengeldern der Bürger-Gesellschaft Südstadt e. V. von Norbert Huwer das Denkmal „Drei Pfeile für die Südstadt“ errichtet, das drei meterhohe, im Boden steckende Indianerpfeile darstellt.

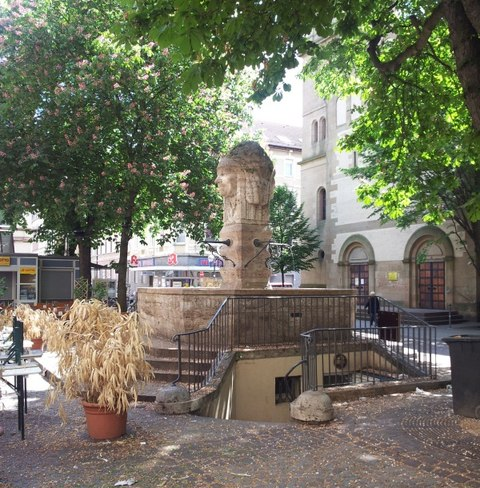
Indianer-Brunnen am Werderplatz
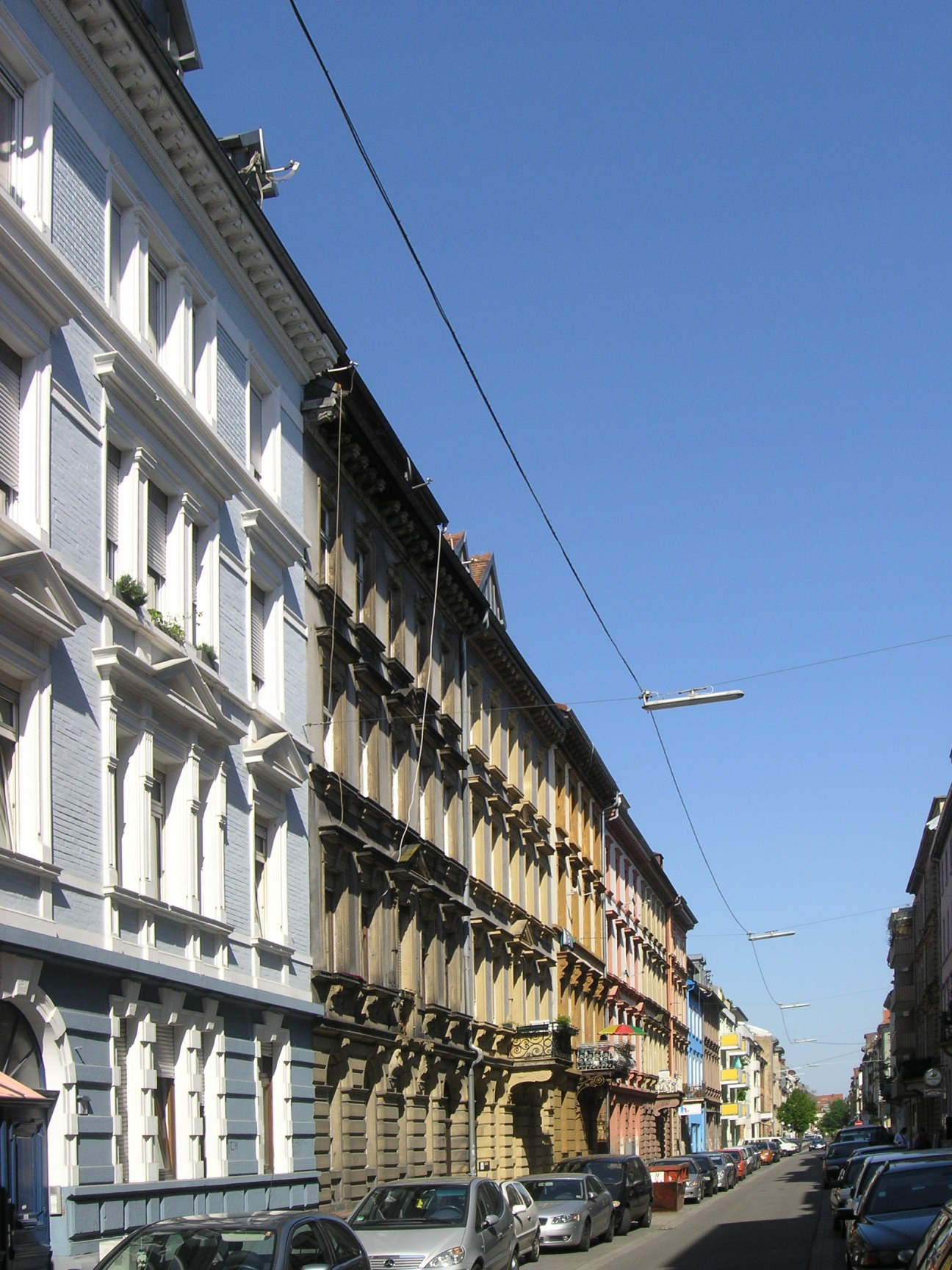
Schützenstraße
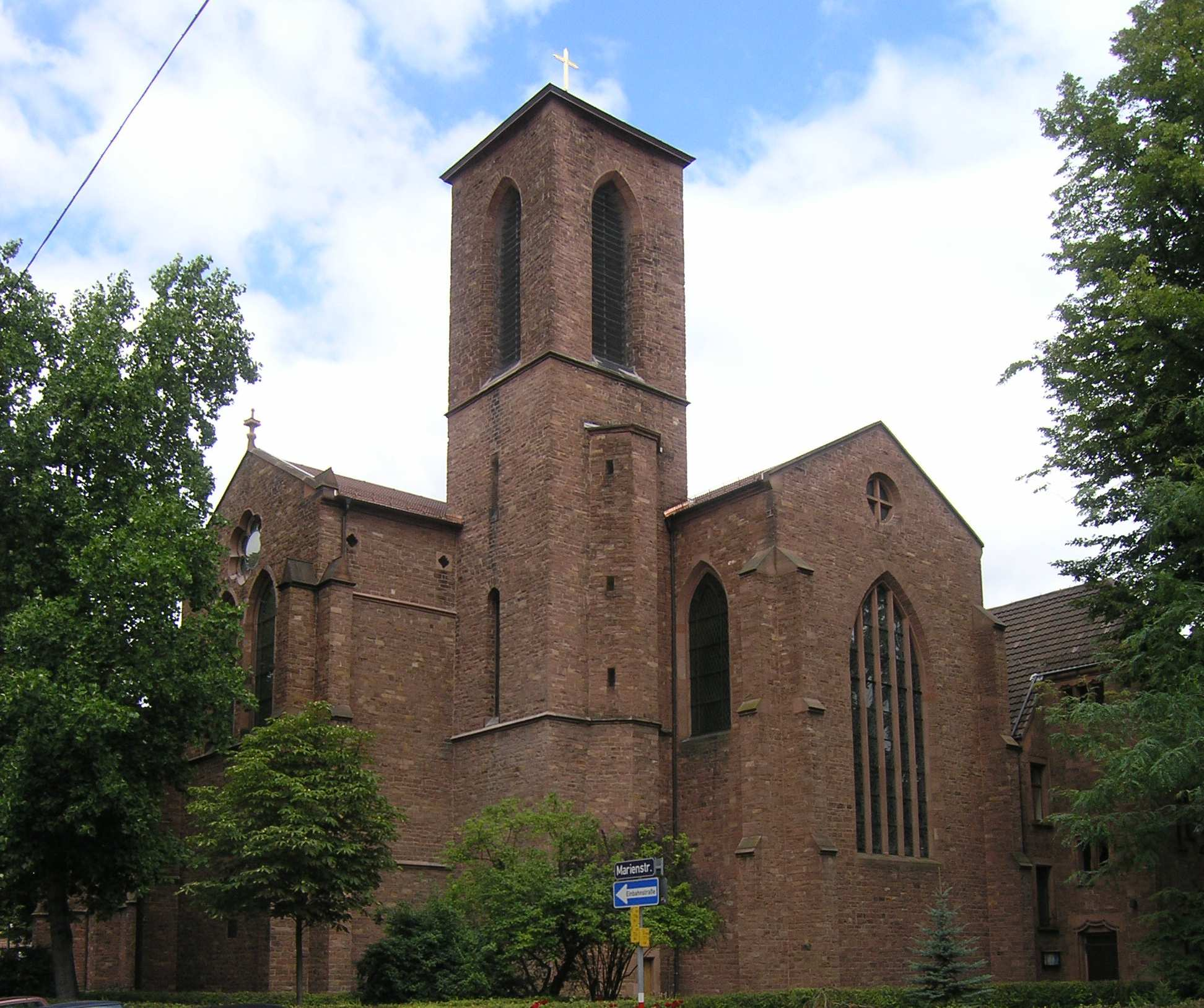
Katholische Kirche Unsere Liebe Frau
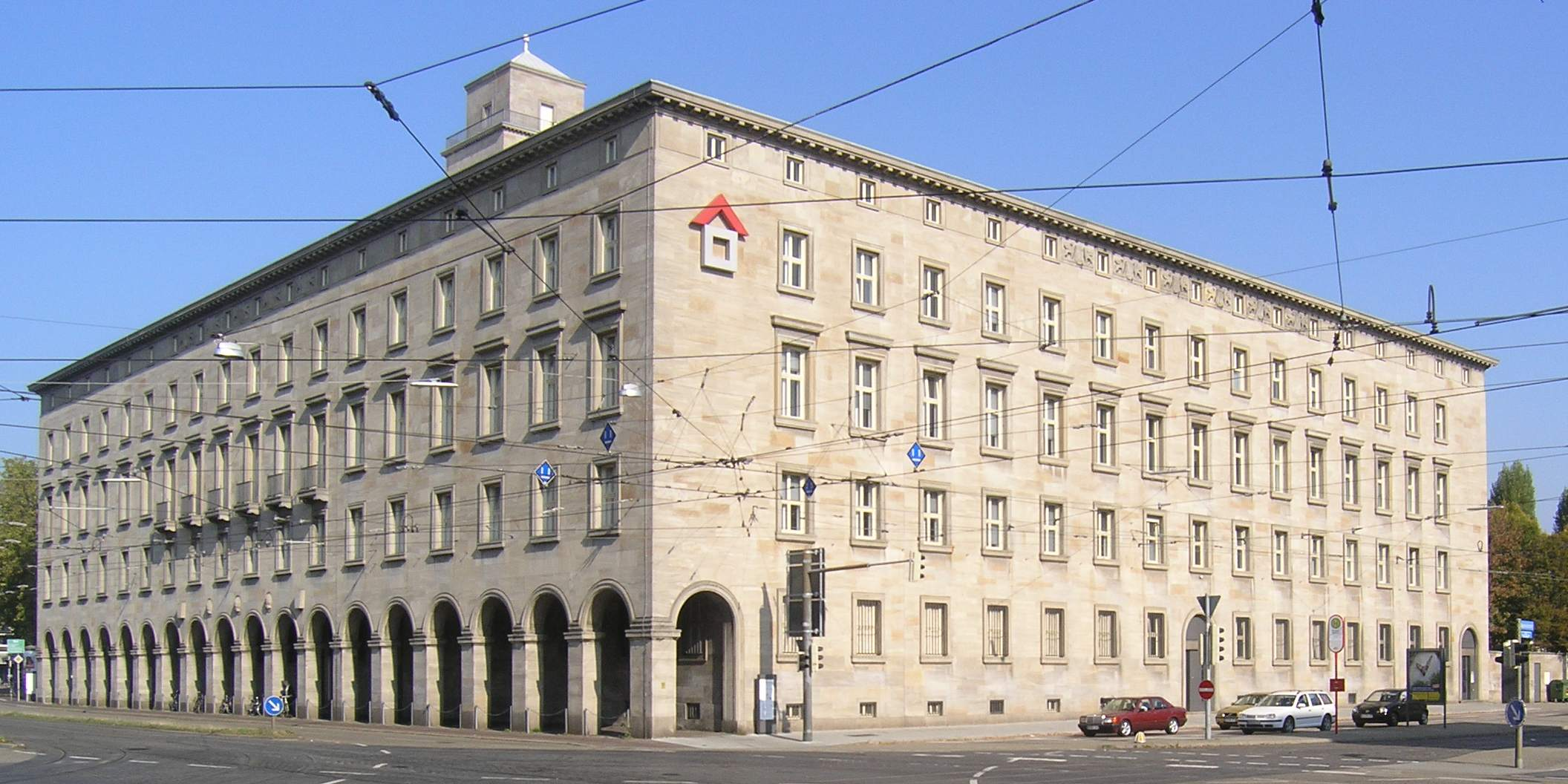
Oberpostdirektion